# Finala Cupei Campionilor Europeni 1958
Finala Cupei Campionilor Europeni 1958 a fost un meci de fotbal, care a avut loc pe Stadionul Heysel în Bruxelles, Belgia, pe 28 mai 1958. S-a jucat între Real Madrid din Spania și AC Milan din Italia.

## Detalii
| Real Madrid                        | 3 – 2 d.p. | Milan                     |
| ---------------------------------- | ---------- | ------------------------- |
| Di Stéfano 74' Rial 79' Gento 107' | Report     | Schiaffino 59' Grillo 77' |

| Real Madrid | Milan |

| REAL MADRID:   |    |                    |
|                |    |                    |
| P              | 1  | Juan Alonso (c)    |
| F              | 2  | Ángel Atienza      |
| F              | 3  | José Santamaría    |
| F              | 4  | Rafael Lesmes      |
| F              | 5  | Juan Santisteban   |
| M              | 6  | José María Zárraga |
| M              | 7  | Raymond Kopa       |
| M              | 8  | Joseito            |
| M              | 9  | Alfredo Di Stéfano |
| A              | 10 | Héctor Rial        |
| A              | 11 | Francisco Gento    |
| Antrenor:      |    |                    |
| Luis Carniglia |    |                    |

| MILAN:           |    |                         |
|                  |    |                         |
| P                | 1  | Narciso Soldan          |
| F                | 2  | Alfio Fontana           |
| F                | 3  | Cesare Maldini          |
| F                | 4  | Eros Beraldo            |
| F                | 5  | Mario Bergamaschi       |
| M                | 6  | Luigi Radice            |
| M                | 7  | Giancarlo Danova        |
| M                | 8  | Nils Liedholm (c)       |
| M                | 9  | Juan Alberto Schiaffino |
| A                | 10 | Ernesto Grillo          |
| A                | 11 | Tito Cucchiaroni        |
| Antrenor:        |    |                         |
| Héctor Puricelli |    |                         |